# Nachts im Grünen Kakadu
Nachts im Grünen Kakadu ist ein deutscher Revuefilm von Georg Jacoby aus dem Jahr 1957.

## Handlung
Irene Wagner ist zwar Leiterin des Instituts Wagner – Tanz- und Anstandslehre sowie Enthemmungen, selbst jedoch äußerst zugeknöpft. Zum Leidwesen ihrer jüngeren Schwester Hilde verbietet sie jeden modischen Tanz im Institut, die Schüler bleiben aus und die geerbten Schulden ihres Vaters zwingen Irene schließlich, nach und nach sämtliche Möbel zu verpfänden. Eines Tages erscheinen nicht nur Tante Henriette und Onkel Otto, die mit Dr. Maybach einen möglichen Geschäftspartner für Irene mitbringen. Auch Onkel Eduard, der Bruder von Irenes verstorbenem Vater, erscheint. Da er weiß, dass die Brüder stets verfeindet waren, gibt er vor, ein Angestellter von Eduard zu sein. Dieser hat mehrere Nachtlokale, von denen er eines Irene schenken will. Einzige Voraussetzung ist, dass Irene das Lokal einen Monat zur Probe führt. Da der Grüne Kakadu reiche Einnahmen verspricht und Irene so ihre Geldsorgen schnell los wäre, sagt sie kurzerhand zu, dem Grünen Kakadu einen Besuch abzustatten.
Der erste Besuch wird zu einer Katastrophe, als ein betrunkener Gast Irene zum Tanzen zwingt. Sie flüchtet aus der Bar, besinnt sich jedoch, als wenig später der Pfandleiher in der Tür steht und ihre Möbel mitnehmen will. Er würde für eine Anzahlung auf das Pfänden verzichten und Irene gibt dem Grünen Kakadu eine zweite Chance. Sie erfährt, dass gerade eine Talentshow im Lokal durchgeführt wird. Sie nimmt teil und gewinnt das Preisgeld von 500 DM. Zudem hat sie sich für die Finalshow qualifiziert, bei der 3000 DM Preisgeld winken.
Bei ihrem Auftritt, den sie mit roter Perücke und unter falschem Namen absolviert, hat Dr. Maybach sie gesehen. Sie gibt vor, aus Texas zu kommen und in einem Hotel nahe dem Kakadu zu wohnen. Da auch Dr. Maybach in dem Hotel wohnt, muss sie schließlich heimlich aus dem Fenster ihres notangemieteten Zimmers fliehen. Sie wird verhaftet und verbringt die Nacht auf der Polizeiwache. Erst am nächsten Morgen kommt sie nach Hause und Hilde, Henriette und Otto zweifeln langsam an ihrem Gemütszustand, zumal sie in ihrem Zimmer eine Kassette voller Geld und Schmuck gefunden haben – Irene hatte die Kassette mit den Tageseinnahmen des Grünen Kakadu zur Sicherheit mit nach Hause genommen. Nun glaubt sie, das Geld sei gestohlen worden, und Otto lotst sie statt zur Polizei zu einer psychiatrischen Klinik. Dort wird Irene als Patientin behalten und unter anderem mit Kaltbädern behandelt. Als Henriette sie in der Klinik besucht, zwingt Irene sie zum Kleidertausch, muss sie doch abends an der Finalrunde der Talentshow teilnehmen. Da Hilde ihr gesteht, die Geldkassette ins Fundbüro gebracht zu haben, das jedoch prompt geschlossen hat, muss Irene bei ihrem Auftritt nun unbedingt den Hauptpreis gewinnen, da sie sonst den Gewinn nicht auszahlen kann. Ihr Konkurrent wird plötzlich Dr. Maybach, der genug davon hat, dass Irene vor ihm immer so tut, als sei sie Texanerin. Beide liefern sich im Wettbewerb ein spannendes Duell, das Irene schließlich durch ihre Pirouetten und andere Tanzeinlagen für sich entscheiden kann. Erst jetzt offenbart sie sich ihm, und es kommt zum Happy End.

## Produktion
Marika Rökk hatte vor Nachts im Grünen Kakadu 1953 mit Die geschiedene Frau ihren bis dahin letzten Film gedreht. In ihrer Biografie Herz mit Paprika erinnerte sie sich, dass sie angesichts der Schlagerfilmwelle in dieser Zeit aus der Mode gekommen war. „Alle Autoren, alle Komponisten schrieben auf die neue Masche, strebten schnelle Erfolge an. Verständlich.“ Rökks Ehemann Georg Jacoby hatte 1956 bei der Real-Film ohne Rökk den Spielfilm Ich und meine Schwiegersöhne gedreht und die Produzenten zeigten nun Interesse an einer Zusammenarbeit mit Marika Rökk. Als Grundlage für Nachts im Grünen Kakadu diente der Schwank Der doppelte Mensch von Wilhelm Jacoby, dem Vater von Georg Jacoby. „Die Geschichte vom Papa […] wurde nun für mich umfrisiert. Aus der männlichen Hauptrolle wurde eine weibliche Doppelrolle konstruiert“, so Rökk rückblickend. Nach Umfragen unter Kinobesitzern wurde zudem der Ansatz, ein musikalisches Lustspiel zu schaffen, fallengelassen. Stattdessen wurde der Film ganz auf Hauptdarstellerin Marika Rökk zugeschnitten. Man baute zahlreiche Tanzszenen ein und engagierte für die Dreharbeiten das Ballett vom Lido.
Nachts im Grünen Kakadu wurde 1957 in den Real-Film-Studios in Hamburg-Wandsbek gedreht. Das Szenenbild stammte von Albrecht Becker, die Kostüme schuf Erna Sander. Die Liedertexte wurden von Bruno Balz und Hanns Stani geschrieben. Der Film erlebte am 28. November 1957 im Turm-Palast in Frankfurt am Main sowie im Berliner Ufa-Pavillon seine Premiere. Von der Presse wurde Nachts im Grünen Kakadu als „Comeback-Film“ Marika Rökks bezeichnet. Sie selbst schrieb in ihrer Biografie: „Es rauschte noch einmal. Das Wirtshaus im Spessart und Nachts im Grünen Kakadu lagen Nase an Nase als Renner. Im Berliner Marmorhaus war Premiere, und siehe da, neben meinen ‚alten‘ Verehrern hatten sich auch ganz viele junge Leute eingefunden, die mir ihre Begeisterung zeigten.“
Im Film sind verschiedene Lieder zu hören:
- Marika Rökk und das Hazy Osterwald Sextett: Nachts im Grünen Kakadu
- Marika Rökk: Ich hab so ein Gefühl
- Marika Rökk: Eine schwache Stunde
- Marika Rökk: Es träumen zwei Herzen von Liebe
- Christa Williams: Gitarren-Boogie
- Frank Forster: Manina

## Kritik
Marika Rökk schätzte den Film als „jung und frisch“ ein. Georg Herzberg schrieb im Film-Echo: „Der Film ist wegen der Rökk und der schwungvollen Revueszenen, die auch in musikalischer Hinsicht allen Ansprüchen entsprechen, sehenswert. Seine ‚Handlung‘ steht auf dem in dieser Spielzeit bereits bedrohlich angewachsenen Schuldkonto der Dramaturgie.“ Ingeborg Donati erwähnte in den Filmblättern 1957 lobend die einzelnen Mitwirkenden, Regie, Musik, Kamera und Schnitt, sah aber zugleich den gesamten Film als „Dekoration um den quirligen Star“, der noch ganz den alten Zauber ausübe.
Der film-dienst nannte Nacht im Grünen Kakadu einen „ohne Esprit inszenierte[n] Revuefilm mit schwachen humoristischen Einlagen, ganz auf die immerhin beachtlichen tänzerischen Leistungen von Marika Rökk hin inszeniert.“ Der Spiegel schrieb süffisant: „Mit einer nicht allein für ihren Jahrgang außerordentlichen Gelenkigkeit betreibt die Turn-Mutter des deutschen Films, Marika Rökk, nun Rock’n’Roll, Calypso oder schiere Bodenakrobatik.“